# Взрывы в Бомбее (1993)
Взрывы в Бомбее — серия терактов, совершённых 12 марта 1993 года в Бомбее. Взрывы были организованы преступной группировкой, во главе которой стоял Давуд Ибрагим. Террористы взорвали 13 начинённых взрывчаткой машин, в результате чего погибло 257 человек.
Виновным в причастности к организации 13 взрывов в многолюдных местах Мумбаи, унёсших жизни 257 человек, был признан Якуб Мемон, казнённый по приговору суда в июле 2015 года. Основными организаторами считаются брат казнённого Тайгер Мемон и Давуд Ибрагим; оба они находятся в розыске. По версии следствия, взрывы были местью исламских экстремистов за погромы мусульман.